# OLM, Inc.
OLM, Inc. (Japans: 株式会社オー・エル・エム Kabushiki Gaisha Ō Eru Emu), voorheen Oriental Light and Magic, is een Japanse animatie- en filmstudio gevestigd in Tokio. Het bedrijf is in juni 1994 opgericht door Toshiaki Okuno, Shukichi Kanda, Shoji Ota, Kunihiko Yuyama, Naohito Takahashi, Yuriko Chiba, Moto Sakakibara, Nobuyuki Wasaki en Takaya Mizutani. De studio heeft meerdere animeseries gemaakt, waaronder Pokémon. Sinds 2013 bestaat het bedrijf uit zes teams die geleid worden door Tsukasa Koitabashi, Nobuyuki Wasaki, Yasuteru Kamei, Hiroyuki Kato, Takashi Inoue en Keisuke Miyagawa.

## Producties

### Animeseries
| Titel                                                | Eerste uitzending | Laatste uitzending | Genre(s)                                                    | Aantal afleveringen    |
| ---------------------------------------------------- | ----------------- | ------------------ | ----------------------------------------------------------- | ---------------------- |
| Wedding Peach                                        | 5 april 1995      | 27 maart 1996      | Magical girl, romantiek, komedie                            | 51                     |
| Mojacko                                              | 3 oktober 1995    | 31 maart 1997      | Komedie, fantasy, sciencefiction                            | 74                     |
| Pokémon                                              | 1 april 1997      |                    | Actie, avontuur, komedie-drama                              | 880 (loopt nog)        |
| Berserk                                              | 7 oktober 1997    | 31 maart 1998      | Actie, dark fantasy, tragedie                               | 25                     |
| Adventures of Mini-Goddess                           | 6 april 1998      | 29 maart 1999      | Romantiek, komedie, fantasy                                 | 48                     |
| To heart                                             | 1 april 1999      | 24 juni 1999       | Drama, harem, romantiek                                     | 13                     |
| Steel Angel Kurumi                                   | 5 oktober 1999    | 4 april 2000       | Avontuur, romantische komedie, sciencefiction, magical girl | 24                     |
| Comic Party                                          | 2 april 2001      | 25 juni 2001       | Komedie, drama, harem                                       | 13                     |
| Steel Angel Kurumi 2                                 | 12 april 2001     | 28 juni 2001       | Avontuur, romantische komedie, sciencefiction, magical girl | 12                     |
| Figure 17                                            | 27 mei 2001       | 26 juni 2002       | Drama, sciencefiction, slice of life                        | 13                     |
| Kasumin                                              | 13 oktober 2001   | 1 oktober 2003     | Fantasy                                                     | 78                     |
| Piano: The Melody of a Young Girl's Heart            | 11 november 2002  | 13 januari 2003    | Drama, romantiek                                            | 10                     |
| Croket!                                              | 7 april 2003      | 27 maart 2005      | Avontuur                                                    | 78                     |
| Godannar                                             | 1 oktober 2003    | 29 juni 2004       | Mecha, komedie, romantiek                                   | 26                     |
| Full-Blast Science Adventure – So That's How It Is   | 5 oktober 2003    | 28 maart 2004      | Actie, avontuur, fantasy, sciencefiction, komedie-drama     | 26                     |
| Monkey Turn                                          | 10 januari 2004   | 26 juni 2004       | Sport                                                       | 25                     |
| Monkey Turn V                                        | 3 juli 2004       | 18 december 2004   | Sport                                                       | 25                     |
| Agatha Christie's Great Detectives Poirot and Marple | 4 juli 2004       | 15 mei 2005        | Detective                                                   | 39                     |
| To heart: Remember My Memories                       | 2 oktober 2004    | 25 december 2004   | Drama, harem, romantiek                                     | 13                     |
| To Heart 2                                           | 3 oktober 2005    | 2 januari 2006     | Romantiek                                                   | 13                     |
| Guyver: The Bioboosted Armor                         | 6 augustus 2005   | 18 februari 2006   | Avontuur, mysterie, sciencefiction, actie                   | 26                     |
| Utawarerumono                                        | 3 april 2006      | 25 september 2006  | Avontuur, fantasy                                           | 26                     |
| Makai Senki Disgaea                                  | 4 april 2006      | 20 juni 2006       | Fantasy, komedie                                            | 12                     |
| Ray the Animation                                    | 6 april 2006      | 29 juni 2006       | Sciencefiction, geneeskunde, komedie, romantiek             | 13                     |
| Pokémon Chronicles                                   | 3 juni 2006       | 25 november 2006   | Avontuur, fantasy, komedie                                  | 22                     |
| Super Robot Wars Original Generation: Divine Wars    | 4 oktober 2006    | 29 maart 2007      | Mecha                                                       | 25                     |
| Gift:Eternal Rainbow                                 | 6 oktober 2006    | 22 december 2006   | Drama, harem, fantasy, romantiek                            | 12                     |
| Deltora Quest                                        | 6 januari 2007    | 29 maart 2008      | Avontuur, komedie-drama, fantasy, sword and sorcery         | 65 (Japan) 52 (Engels) |
| Inazuma Eleven                                       | 5 oktober 2008    | 27 april 2011      | Sport, komedie, fantasy                                     | 127                    |
| Usaru-San                                            | 3 oktober 2009    | 10 oktober 2009    | Kodomo                                                      | 4                      |
| Tamagotchi!                                          | 12 oktober 2009   | 3 september 2012   | Komedie, slice of life, mode, fantasy, muziek               | 143                    |
| Hana Kappa                                           | 29 maart 2010     |                    | Komedie                                                     | 850+ (loopt nog)       |
| Little Battlers Experience                           | 2 maart 2011      | 11 januari 2012    | Actie, sciencefiction, mecha                                | 44                     |
| Inazuma Eleven GO                                    | 4 mei 2011        | 11 april 2012      | Sport                                                       | 47                     |
| Little Battleers Experience W                        | 18 januari 2012   | 20 maart 2013      | Actie, sciencefiction, mecha                                | 58                     |
| Inazuma Eleven GO: Chrono Stone                      | 18 april 2012     | 1 mei 2013         | Sport                                                       | 51                     |
| Tamagotchi! Yume Kira Dream                          | 10 september 2012 | 29 augustus 2013   | Komedie, slice of life, mode, fantasy, muziek               | 49                     |
| Little Battlers Experience Wars                      | 3 april 2013      | 25 december 2013   | Actie, sciencefiction, mecha                                | 37                     |
| Inazuma Eleven GO: Galaxy                            | 8 mei 2013        | 19 maart 2014      | Sport                                                       | 43                     |
| Pac-Man and the Ghostly Adventures                   | 15 juni 2013      |                    | Actie, avontuur, komedie-drama, science fantasy             | 52                     |
| Tamagotchi! Miracle Friends                          | 5 september 2013  | 27 maart 2014      | Komedie, slice of life, mode, fantasy, muziek               | 29                     |
| Future Card Buddyfight                               | 4 januari 2014    | 4 april 2015       | Actie, avontuur, science fantasy                            | 64                     |
| Yo-kai Watch                                         | 8 januari 2014    |                    | Fantasy, bovennatuurlijke, komedie                          | 98 (loopt nog)         |
| GO-GO Tamagotchi!                                    | 3 april 2014      | 26 maart 2015      | Komedie, slice of life, mode, fantasy, muziek               | 50                     |
| Dragon Collection                                    | 7 april 2014      | 23 maart 2015      | Fantasy                                                     | 50                     |
| Monster Retsuden Oreca Battle                        | 7 april 2014      | 30 maart 2015      |                                                             | 51                     |
| Omakase! Miracle Cat-dan                             | 31 maart 2015     |                    | Komedie, superkracht                                        | loopt nog              |
| Future Card Buddyfight 100                           | 11 april 2015     |                    | Actie, avontuur, science fantasy                            | 35 (loopt nog)         |
| Pikaia!                                              | 29 april 2015     | 30 augustus 2015   | Drama, slice of life                                        | 13                     |
| Kami-sama Minarai: Himitsu no Cocotama               | 1 oktober 2015    |                    | Fantasy, slice of life                                      | 11 (loopt nog)         |

### Films
| Titel                                                                   | Première         | Genre(s)                                      |
| ----------------------------------------------------------------------- | ---------------- | --------------------------------------------- |
| Pokémon: The First Movie                                                | 18 juli 1998     | Avontuur, fantasy, komedie                    |
| Pokémon: The Movie 2000                                                 | 17 juli 1999     | Avontuur, fantasy, komedie                    |
| Pokémon 3: The Movie                                                    | 8 juli 2000      | Avontuur, fantasy, komedie                    |
| Pokémon 4Ever                                                           | 7 juli 2001      | Avontuur, fantasy, komedie                    |
| Pokémon Heroes                                                          | 13 juli 2002     | Avontuur, fantasy, komedie                    |
| Pokémon: Jirachi Wish Maker                                             | 19 juli 2003     | Avontuur, fantasy, komedie                    |
| Pokémon: Destiny Deoxys                                                 | 17 juli 2004     | Avontuur, fantasy, komedie                    |
| Blade of the Phantom Master                                             | 4 december 2004  | Avontuur, fantasy, sciencefiction             |
| Pokémon: Lucario and the Mystery of Mew                                 | 17 juli 2005     | Avontuur, fantasy, komedie                    |
| Pokémon Ranger and the Temple of the Sea                                | 15 juli 2006     | Avontuur, fantasy, komedie                    |
| Dobutsu no Mori                                                         | 16 december 2006 | Slice of life                                 |
| Pokémon: The Rise of Darkrai                                            | 14 juli 2007     | Avontuur, fantasy, komedie                    |
| Tamagotchi: The Movie                                                   | 15 december 2007 | Komedie, slice of life, mode, fantasy, muziek |
| Pokémon: Giratina and the Sky Warrior                                   | 19 juli 2008     | Avontuur, fantasy, komedie                    |
| Tamagotchi: Happiest Story in the Universe!                             | 20 december 2008 | Komedie, slice of life, mode, fantasy, muziek |
| Pokémon: Arceus and the Jewel of Life                                   | 18 juli 2009     | Avontuur, fantasy, komedie                    |
| Professor Layton and the Eternal Diva                                   | 19 december 2009 | Mysterie                                      |
| Pokémon: Zoroark: Master of Illusions                                   | 10 juli 2010     | Avontuur, fantasy, komedie                    |
| Inazuma Eleven: Saikyo Gundan Oga Shurai                                | 23 december 2010 | Sport, komedie, fantasy                       |
| Inazuma Eleven GO: Kyukyoku no Kizuna Gurifon                           | 23 december 2011 | Sport, komedie, fantasy                       |
| Pokémon the Movie: Black—Victini and Reshiram                           | 16 juli 2011     | Avontuur, fantasy, komedie                    |
| Pokémon the Movie:White—Victini and Zekrom                              | 16 juli 2011     | Avontuur, fantasy, komedie                    |
| Inazuma Eleven GO: Kyukyoku no Kizuna Gurifon                           | 23 december 2010 | Sport, komedie, fantasy                       |
| Pokémon the Movie: Kyurem vs. the Sword of Justice                      | 14 juli 2012     | Avontuur, fantasy, komedie                    |
| Inazuma Eleven GO vs. Danbōru Senki W                                   | 1 december 2012  | Actie, mecha, sport.                          |
| Eiga Hana Kappa Hana-sake! Pakkaan Chō no Kuni no Daibōken              | 12 april 2013    | Komedie                                       |
| Pokémon the Movie: Genesect and the Legend Awakened                     | 13 juli 2013     | Avontuur, fantasy, komedie                    |
| Pokémon Origins                                                         | 2 oktober 2013   | Actie, avontuur                               |
| Pokémon the Movie: Diancie and the Cocoon of Destruction                | 19 juli 2014     | Avontuur, fantasy, komedie                    |
| Yo-kai Watch: De eerste film: het is het geheim van de geboorte, miauw! | 20 december 2014 | Fantasy, bovennatuurlijke krachten, komedie   |
| Pokémon the Movie: Hoopa and the Clash of Ages                          | 18 juli 2015     | Avontuur, fantasy, komedie                    |
| Yo-Kai Watch the Movie 2: King Enma and the 5 Stories, Nyan!            | 19 december 2015 | Fantasy, bovennatuurlijk krachten, komedie.   |

### Original Video Animations
| Titel                     | Eerste uitzending | Laatste uitzending | Genre(s)                                                   | Afleveringen |
| ------------------------- | ----------------- | ------------------ | ---------------------------------------------------------- | ------------ |
| Gunsmith Cats             | 1 november 1995   | 1 september 1996   | Actie, misdaad                                             | 3            |
| Power Dolls               | 1 maart 1996      | 1 maart 1998       | Actie, avontuur, mecha, sciencefiction                     | 2            |
| Wedding Peach DX          | 24 december 1996  | 25 juli 1997       | Magical girl                                               | 4            |
| Queen Emeraldas           | 5 juni 1998       | 18 december 1999   | Space opera                                                | 4            |
| High School Aurabuster    | 5 februari 1999   | 22 september 1999  | Drama, fantasy, superkracht                                | 3            |
| Steel Angel Kurumi Encore | 7 januari 2000    | 1 maart 2000       | Avontuur,romantische komedie, sciencefiction, magical girl | 4            |
| Steel Angel Kurumi Zero   | 18 april 2001     | 20 juni 2001       | Drama, romantiek, sciencefiction                           | 3            |
| Early Reins               | 14 februari 2003  | 14 februari 2003   | Actie, avontuur                                            | 1            |